# Уруський Олег Семенович
Олег Семенович Уруський (нар. 13 квітня 1963, м. Чортків, Тернопільська область) — український чиновник, доктор технічних наук. Голова Державного космічного агентства України (з 21 січня до 19 серпня 2015 року). Почесний громадянин міста Чорткова (2022).
Віцепрем'єр-міністр України, Міністр з питань стратегічних галузей промисловості України з 16 липня 2020 до 3 листопада 2021.

## Життєпис
Навчався в Чортківській загальноосвітній школі № 6. Закінчив Київське вище військове авіаційне інженерне училище (1985). 
Працював головою управління Національного космічного агентства України (1993—1996), керівником управління в апараті РНБО (1996—2000), першим заступником голови Державної комісії у справах оборонно-промислового комплексу країни (2000—2003), керівником відділу секретаріату уряду України (2003—2005), першим заступником глави Міністерства промислової політики (2005—2006).
Директор інжинірингової компанії «Прогрестех-Україна».
Член РНБО з 17 серпня 2020 до 5 листопада 2021 року.
Державний службовець 2-го рангу (2005). 1 листопада 2021 року написав заяву про відставку з посади Міністра з питань стратегічних галузей промисловості.
3 листопада 2021 року, Верховна Рада України звільнила Олега Уруського з посади віцепрем'єр-міністра — міністра з питань стратегічних галузей промисловості України. За це рішення проголосували 342 з 368 народних депутатів, зареєстрованих у сесійній залі, ще 8 депутатів утримались, а 18 — не голосували.

### Родина
Брат, Ігор Уруський (нар. 10 серпня 1965, м. Чортків) — український композитор, педагог, громадський діяч. Член Національної Ліги українських композиторів (1996). Закінчив теоретичне відділення і клас композиції Б. Климчука в Тернопільському музичному училищі (1984), композиторський факультет Національної музичної академії (1991, м. Київ). Працює викладачем Чортківського гуманітарно-педагогічного фахового коледжу імені Олександра Барвінського (від 1991). Автор симфонічної поеми, фортепіанних, хорових і камерно-інструментальних творів; музичних збірок: «Шість багателей для фортепіано» (1998), «Одкровення» (2002), «Струни душі моєї» (2004), хорових творів (2006).

## Нагороди
- почесний громадянин міста Чорткова (2022)[21].